# Diocesi di Leshan
La diocesi di Leshan (in latino: Dioecesis Chiatimensis) è una sede della Chiesa cattolica in Cina suffraganea dell'arcidiocesi di Chongqing. Nel 1950 contava battezzati su 2.645.000 abitanti. La sede è vacante.

## Territorio
La diocesi comprende parte della provincia cinese di Sichuan.
Sede vescovile è la città di Leshan, dove si trova la cattedrale del Sacro Cuore di Gesù.

## Storia
La prefettura apostolica di Yazhou (Yachow) fu eretta il 10 luglio 1929 con il breve Ut spirituali di papa Pio XI, ricavandone il territorio dal vicariato apostolico di Suifu (oggi diocesi di Yibin).
Il 3 marzo 1933 con il breve Quod divinus dello stesso papa Pio XI la prefettura apostolica si ampliò incorporando una parte del vicariato apostolico di Suifu e contestualmente fu elevata al rango di vicariato apostolico.
Il 29 febbraio 1938 assunse il nome di vicariato apostolico di Jiading (Kiating).
L'11 aprile 1946 il vicariato apostolico è stato elevato a diocesi con la bolla Quotidie Nos di papa Pio XII.
Alla morte di Paul Ten Gan-lin (Deng Jizhou), ordinato da Pio XII nel 1949, la chiesa "ufficiale" cinese ha nominato, come suo successore, monsignor Mathieu Luo Duxi, consacrato vescovo il 21 settembre 1993, la cui ordinazione non è stata pubblicamente riconosciuta dalla Santa Sede. È deceduto il 4 dicembre 2009.
La Santa Sede ha protestato contro l'ordinazione del vescovo Paul Lei Shan (o Shiyin), avvenuta il 29 giugno 2011, dichiarando che il vescovo «era stato informato da tempo che non poteva essere accettato dalla Santa Sede come candidato episcopale, a causa di motivi comprovati e molto gravi». Il vescovo e i suoi consacranti sono scomunicati secondo il canone 1382 del Codice di diritto canonico.
A seguito dell'accordo del 2018 tra Santa Sede e Repubblica popolare cinese sulla nomina dei vescovi, papa Francesco ha riammesso nella comunione ecclesiale il vescovo "ufficiale" Paolo Lei Shiyin. La comunicazione della Santa Sede sul compito pastorale affidatogli come vescovo di Leshan è stata ricevuta dall'interessato il 12 dicembre 2018 a Pechino nell'ambito di una celebrazione ecclesiale.

## Cronotassi dei vescovi
Si omettono i periodi di sede vacante non superiori ai 2 anni o non storicamente accertati.
- Matthias Ly-iun-ho † (22 ottobre 1929 - 4 agosto 1935 deceduto)
- Fabian Yu Teh Guen † (7 luglio 1936 - 6 marzo 1943 deceduto)
  - Sede vacante (1943-1949)
- Paul Ten Gan-lin (Deng Jizhou) † (9 giugno 1949 - 10 agosto 1990 deceduto)
  - Sede vacante
  - Mathieu Luo Duxi † (21 settembre 1993 - 4 dicembre 2009 deceduto)
  - Paul Lei Shiyin, dal 29 giugno 2011

## Statistiche
| anno | popolazione | popolazione | popolazione | presbiteri | presbiteri | presbiteri | presbiteri                | diaconi | religiosi | religiosi | parrocchie |
| anno | battezzati  | totale      | %           | numero     | secolari   | regolari   | battezzati per presbitero | diaconi | uomini    | donne     | parrocchie |
| ---- | ----------- | ----------- | ----------- | ---------- | ---------- | ---------- | ------------------------- | ------- | --------- | --------- | ---------- |
| 1950 | ?           | 2.645.000   | ?           | 24         | 24         |            | ?                         |         |           | 19        | 17         |

Secondo alcune fonti statistiche, nel 2009 la diocesi contava 70.000 cattolici, con 44 parrocchie, 15 sacerdoti, 12 religiose di una congregazione diocesana.